# Georg Kulenkampff
Georg Kulenkampff (ur. 23 stycznia 1898 w Bremie, zm. 4 października 1948 w Szafuzie) – niemiecki skrzypek.

## Życiorys
W latach 1913–1916 uczył się gry na skrzypcach w Hochschule für Musik w Berlinie u Willy’ego Hessa. Od 1916 do 1919 roku był koncertmistrzem filharmonii w Bremie, następnie w latach 1923–1926 i 1931–1943 wykładał w berlińskiej Hochschule für Musik. Od 1943 roku wykładał w konserwatorium w Lucernie. Był autorem książki Geigerische Betrachtungen (wyd. Ratyzbona 1952).
Prowadził intensywną działalność jako skrzypek-solista, występował też jako kameralista m.in. z Wilhelmem Kempffem oraz w trio fortepianowym z Edwinem Fischerem i Enrico Mainardim. W jego repertuarze znajdowały się utwory Mozarta, Beethovena, Brahmsa, Brucha i Dvořáka. Był pierwszym wykonawcą Koncertu skrzypcowego Roberta Schumanna (Berlin 1937, pod batutą Karla Böhma), jako pierwszy wykonał też w Niemczech Koncert skrzypcowy Jeana Sibeliusa (1943, pod batutą Wilhelma Furtwänglera). 